# Naturschutzgebiete im Aostatal
Die Liste der Naturschutzgebiete im Aostatal führt die im Aostatal ausgewiesenen Schutzgebiete in Natur- und Landschaftsschutz auf.
Die Naturareale gehören verschiedenen Kategorien an (Nationalpark, Botanischer Garten, lokales oder regionales Naturschutzgebiet, Zonen mit besonderen Schutzbestimmungen).
- Nationalpark Gran Paradiso
- Parco naturale del Mont Avic
- Alpengarten Chanousia, auf dem Kleinen Sankt Bernhard
- Alpengarten Saussurea, Courmayeur
- Alpengarten Paradisia, Cogne
- Giardino botanico di Castel Savoia, Gressoney-Saint-Jean.
- Riserva naturale Côte de Gargantua
- Riserva naturale Lago di Villa
- Riserva naturale Les Îles
- Riserva naturale Lolair
- Riserva naturale Lozon
- Riserva naturale Marais
- Riserva naturale Mont Mars
- Riserva naturale Stagno di Holay
- Naturschutzgebiet Tzatelet
- Riserva naturale Montagnayes
- Park «Abbé Joseph-Marie Henry», Courmayeur
- Arboretum Pierre-Louis Vescoz, Verrayes
- Arboretum Borna di laou, Verrès
- Park beim Castello Passerin d’Entrèves (Châtillon)
- Arboretum Lo parque d’Euntrebeun, Aosta
- Feuchtgebiete bei Morgex
- Naturschutzgebiet Lolair
- Steppenlandschaft Côte de Gargantua, Gressan
- Feuchtgebiet Loson, Verrayes
- Naturschutzgebiet Lago di Villa, Challand-Saint-Victor
- Feuchtgebiet Holay, Pont-Saint-Martin
- Gletscherlandschaft des Mont Blanc
- Gletscherlandschaft des Monte Rosa
- Feuchtgebiet Les Îles de Saint-Marcel, Saint-Marcel, Brissogne, Quart, Nus
- Feuchtgebiet Lo Ditor, Torgnon
- Geschützter Standort der Gemeinen Pfingstrose, Arnad, Perloz